# Hans Janson
Hans Janson (* 22. Oktober 1880 in Köln; † 10. März 1949 in Bad Honnef) war ein deutscher Schriftsteller.

## Leben
Hans Janson wirkte als Lehrer an einer Handelsschule in Düsseldorf. Er lebte später in Königswinter und zuletzt in Bad Honnef. Jansons literarisches Werk umfasst Romane, Erzählungen und Gedichte. 

## Werke
- Voll Friedenssehnsucht und voll Kampfeslust. Lieder vom großen Leid. Uschmann, Weimar 1916.
- Von Nerven und Narren. Novellen. Fink, Leipzig 1919.
- Die im siebten Stand. Roman. El-Franzis-Verlag, Düsseldorf 1921.
- Ringelreigen. El-Franzis-Verlag, Düsseldorf 1921.
- Rhein-Not. Roman. El-Franzis-Verlag, Düsseldorf 1922.
- Der Waldspringer. Roman in 3 Teilen. El-Franzis-Verlag, Düsseldorf u. a. 1922.
- Die Nachtwandlerin von Le Tréport (= Bücher der Saat. Bd. 3). Verlag der Saat, Liegnitz 1923.
- Die Schandbank. Erzählung vom Niederrhein. El-Franzis-Verlag, Düsseldorf 1924.
- Esther und Achardise. El-Franzis-Verlag, Düsseldorf 1927.
- Stromauf, stromab ... Ein Wellenliederbuch. El-Franzis-Verlag, Düsseldorf 1927.

| Personendaten    | Personendaten            |
| ---------------- | ------------------------ |
| NAME             | Janson, Hans             |
| KURZBESCHREIBUNG | deutscher Schriftsteller |
| GEBURTSDATUM     | 22. Oktober 1880         |
| GEBURTSORT       | Köln                     |
| STERBEDATUM      | 10. März 1949            |
| STERBEORT        | Bad Honnef               |